# Stenothyra hokkaidonis
Stenothyra hokkaidonis is een slakkensoort uit de familie van de Stenothyridae. De wetenschappelijke naam van de soort is voor het eerst geldig gepubliceerd in 1962 door Kuroda.